# Ariocarpus bravoanus
Ariocarpus bravoanus es una especie de planta suculenta perteneciente al género Ariocarpus, dentro de la familia Cactaceae. Es endémica del noroeste de México y su hábitat natural son los cálidos desiertos.

## Descripción
Ariocarpus bravoanus es una especie de cactus que crece con el cuerpo semienterrado en la tierra. Es de color verde grisáceo y puede alcanzar un diámetro de 3 a 9 cm. Apenas si sobresale de la superficie del suelo, (no más de 2,5 a 3,5 cm).

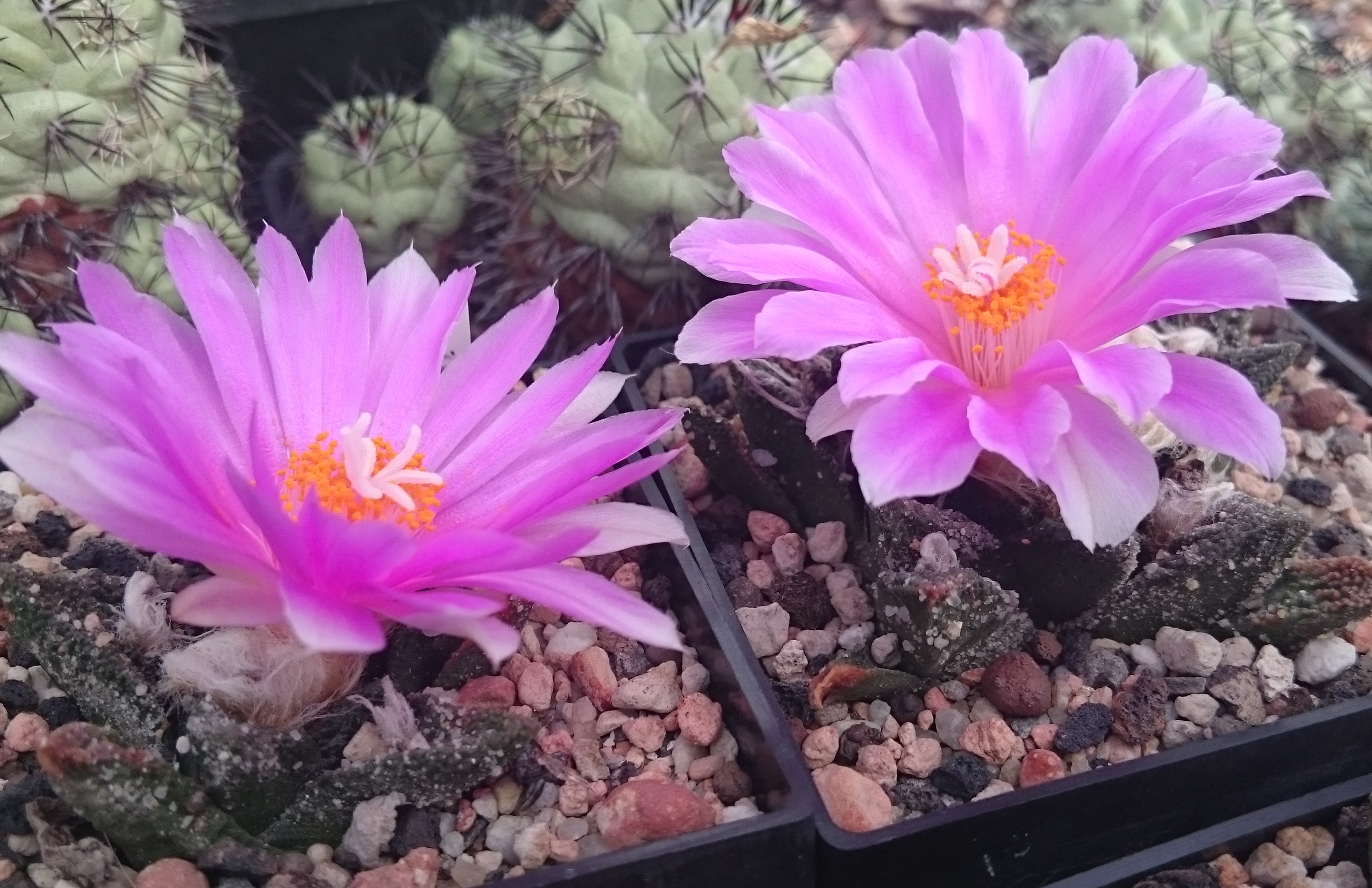
Detalle de las flores

Presenta una serie de protuberancias parecidas a hojas aplanadas, con forma triangular y algo puntiagudas que sobresalen de la base del tallo. Usualmente son más largas que anchas, de 3 a 7 cm de largo y de 2 cm de ancho en la base.
Las areolas están cerca de las puntas de estas protuberancias y a veces tienen una ranura lanuda sobre toda su longitud. No presentan espinas. Las flores son de color magenta y alcanzan un diámetro de 4 a 5 centímetros. Los frutos, en su mayoría de color marrón claro, pasan desapercibidos.

## Distribución y hábitat
El área de distribución nativa de esta especie es el noroeste de México (concretamente en el estado de San Luis Potosí) y crece principalmente en biomas desérticos o de matorrales secos con suelos calcáreos, entre los 1,500 y 2,000 metros sobre el nivel del mar.

## Taxonomía
Ariocarpus bravoanus fue descrita por Héctor Manuel Hernández y Edward Frederick Anderson y publicada por primera vez en la revista científica Bradleya 10: 1 en 1992.
Etimología
- Ariocarpus: nombre genérico formado a partir de las palabras griegas aria (que significa 'blanco' o 'blanquecino') y carpus (que significa 'fruto'), en alusión al color blanco tan característico de sus frutos.
- bravoanus: epíteto específico otorgado en honor a la botánica mexicana y especialista en cactus Helia Bravo Hollis.[4]

### Subespecies
Actualmente se distinguen dos subespecies:
| Imagen | Subespecie                                                                               | Descripción                                                                                                   | Distribución                      |
| ------ | ---------------------------------------------------------------------------------------- | --- | --------------------------------- |
|        | Ariocarpus bravoanus subesp. bravoanus                                                   | Tubérculos con una hendidura central con lanosidad.                                                           | México (San Luis Potosí)          |
|        | Ariocarpus bravoanus subsp. hintonii (Stuppy & N.P.Taylor) E.F.Anderson & W.A.Fitz Maur. | Tubérculos con una hendidura central con lanosidad y 2 hendiduras a cado lado, bien marcadas y sin lanosidad. | México (norte de San Luis Potosí) |

Sinonimia
- Sinónimos de Ariocarpus bravoanus subsp. bravoanus: (no tiene sinónimos)
- Sinónimos de Ariocarpus bravoanus subsp. hintonii:
  - Ariocarpus fissuratus subsp. hintonii (Stuppy & N.P.Taylor) Halda (1998)
  - Ariocarpus fissuratus var. hintonii Stuppy & N.P.Taylor (1989)

## Estado de conservación
En la Lista Roja de Especies Amenazadas de la UICN, la especie está clasificada como “En peligro (EN)”.

## Usos

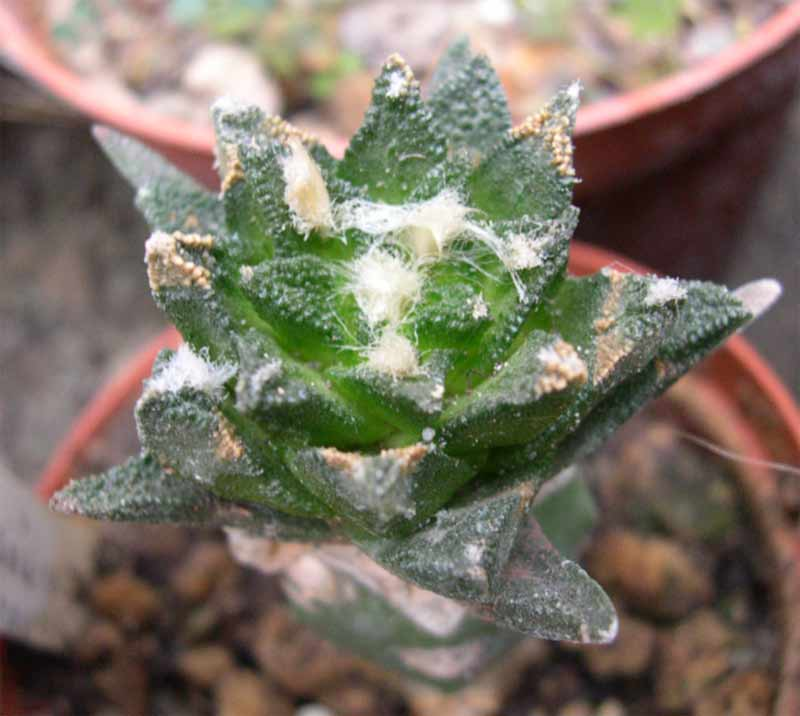
Planta en cultivo

Se cultiva principalmente como planta ornamental debido a su apariencia inusual y atractiva, caracterizada por su crecimiento bajo, sin espinas aparentes y sus flores vistosas. Su propagación se realiza normalmente mediante semillas, aunque también es posible la reproducción por injertos en especies más vigorosas, especialmente en colecciones botánicas o por cultivadores especializados, ya que es de crecimiento lento.
Este cactus necesita un riego regular durante el verano, cuando se encuentra en su período de crecimiento activo. Sin embargo, es extremadamente susceptible a la pudrición si se riega en exceso durante otras estaciones del año. Por ello, se recomienda un riego moderado en primavera y otoño, y suspender completamente el riego durante el invierno para evitar daños por humedad y bajas temperaturas. Requiere además un sustrato muy bien drenado, compuesto preferentemente por materiales minerales como arena gruesa, gravilla volcánica o perlita, lo que ayuda a prevenir el encharcamiento de las raíces. 
En cuanto a la exposición solar, Ariocarpus bravoanus se desarrolla bien tanto a pleno sol como en semisombra, dependiendo del clima local y la intensidad del sol. En regiones muy cálidas, una ligera protección contra el sol directo del mediodía puede ser beneficiosa para evitar quemaduras en los tejidos de la planta.